# Mario Martínez Rubio
Mario Martínez Rubio (Soria, 25 marzo 1985) è un ex calciatore spagnolo, di ruolo centrocampista.

## Carriera

### Club
Mario è un esponente della cantera numanciana, essendovi entrato sin dall'età di 12 anni.
Dal 2002 al 2005 si divide tra prima squadra, squadra riserve e giovanili, prima di trasferirsi in prestito nelle Isole Baleari al Las Palmas. Trascorre poi, dopo un'altra stagione e mezza nella propria città natale, un breve periodo di prestito allo Zamora, squadra militante nelle divisioni inferiori del sistema calcistico spagnolo.
Terminata la metà stagione di prestito, gioca la stagione 2007-2008 in Segunda División, aiutando il Numancia a riagguantare la massima serie dopo tre anni d'assenza con 3 reti in 33 presenze. Nella stagione seguente, la prima in un campionato di prima divisione, realizza il gol vittoria alla prima giornata di campionato, giocata il 31 agosto contro il Barcellona.